# Cornelius Jansenius (bisschop van Ieper)
Cornelius Jansenius, eigenlijke naam Cornelius Jansen (Acquoy, 28 oktober 1585 – Ieper, 6 mei 1638) was een rooms-katholiek priester, bisschop en theoloog in de Zuidelijke Nederlanden. In zijn hoofdwerk stelde hij, vertrekkend van de kerkvader Augustinus van Hippo en ingaand tegen de jezuïeten, dat de mens door predestinatie is overgeleverd aan Gods Genade en niet uit vrije wil kan bijdragen aan zijn redding of verdoemenis, omdat ook zijn wil onvernietigbaar is voorbeschikt. Postuum werd dit jansenisme, dat ook een politieke component had, herhaaldelijk veroordeeld door de Kerk.

## Leven
Jansenius werd geboren bij Leerdam in een bescheiden Hollandse familie. Hij studeerde vanaf 1602 vrije kunsten aan Pedagogie De Valk en godgeleerdheid aan het Pauscollege van de Leuvense Universiteit. Dat werd toen beheerst door de bajanist Jacob Jansonius. Na het behalen van zijn baccalaureaat in 1609 vervolgde hij zijn studies aan de Universiteit van Parijs. Hij werd er het Grieks en Hebreeuws meester en woonde samen met Jean Duvergier de Hauranne. De rijke Duvergier nam Jansenius daarna mee naar een ouderlijk landhuis in Camp-de-Prats om hun intense tekststudie voort te zetten. Wars van scholastische commentaren annoteerden ze de Schrift op basis van de kerkvaders. Ook bezorgde Duvergier zijn vriend een leerstoel aan het bisschoppelijk college van Bayonne.
Door ziekte van zijn vader bezocht Jansenius in 1614 Leuven en liet hij zich er tot priester wijden. Hij kwam terug voor het overlijden van zijn vader in 1617, dat hem definitief in Leuven hield. Hij behaalde zijn doctoraat in de theologie en werd de eerste president van het Hollands College, waarvan hij de middeleeuwse toren liet ombouwen tot zijn studeerruimte (vandaag Janseniustoren genoemd). Het volgende jaar kreeg hij benoemingen aan de theologiefaculteit en in het Sint-Pieterskapittel. In 1623 stuurde hij op vraag van Duvergier, die inmiddels abt van Saint-Cyran was geworden, lesnota's over het bijbelboek Spreuken op naar Frankrijk. Als professor bestreed hij de rivaliserende theologieschool van de jezuïeten en voorkwam hij dat ze greep kregen op de theologiefaculteit door in 1624-1627 tweemaal naar Madrid te reizen, waar hij ook bezwaren uitte tegen hun evangelisatiesaanpak in de Republiek der Zeven Provinciën. Het bracht hem even in het vaarwater van de Inquisitie.
Ondertussen had Jansenius zich te buigen over de kwestie van de werkzame genade, een debat dat al decennia woedde binnen de Kerk en dat ook de Congregatio de Auxiliis niet had kunnen oplossen. Paus Paulus V had beide partijen toegelaten hun theorie aan te houden en had vervolgens in 1611 verdere publicaties over het onderwerp verboden. In Leuven, waar de jezuïeten konden bogen op Leonardus Lessius en het andere kamp op Michel de Bay, was het debat vanaf ca. 1618 weer opgeflakkerd. Jansenius besloot zich te verdiepen in Augustinus, die door de paus tot genadedoctor was verklaard. Na zijn terugkeer uit Madrid in 1627 installeerde hij zich met Libert Froidmont om de zaak te bestuderen. In 1630 werd hij met de steun van aartsbisschop Jacobus Boonen koninklijk hoogleraar in de Schriftexegese. Hij begon een cursus over de Pentateuch te schrijven en volgde op met commentaar op de Evangelies. Zoals zijn opdracht was, gaf hij daarin aan waar Calvijn fout zat, maar sporadisch had hij ook eerder onorthodoxe commentaren over de genade. Hij vatte het plan op voor een werk over genade en vrije wil volgens Augustinus, speciaal diens boek tegen het Pelagianisme.
Tijdens dit werk van lange adem begon Jansenius zich politiek te roeren, hoewel hij als voorstander van onafhankelijke Spaanse Nederlanden in Madrid op enige argwaan botste. Na het verlies van 's-Hertogenbosch (1629) kruiste hij op vraag van aartsbisschop Jacobus Boonen de degens met de calvinist Gisbertus Voetius. In antwoord op een pamflet van Voetius riep hij de Bosschenaars op de ware Kerk trouw te blijven. Het zette een lange polemiek in gang. Met instemming van de regering volgde hij op met een anti-Frans boek dat de politiek van kardinaal de Richelieu op de korrel nam en hem verweet dat hij zich allieerde met protestanten om des te beter de Habsburgers te treffen. Deze Mars Gallicus (Franse Mars) verscheen in 1635 onder pseudoniem. Dat jaar organiseerde Jansenius als rector ook het studentenverzet tijdens het Beleg van Leuven door Frankrijk en de Republiek.
Het waren voldoende geloofsbrieven voor de Spaanse koning om hem in oktober 1635 te benoemen tot bisschop van Ieper, met confirmatie uit Rome in 1636. Hij stierf enkele jaren later op 52-jarige leeftijd na een ziekenbezoek dat hem besmet had met de pest. Zijn driedelige levenswerk over Augustinus was nagenoeg voltooid en werd postuum in druk gebracht door zijn vriend Libert Froidmont (1640). Een andere studievriend, Hendrik van Caelen, hechtte als censor zijn goedkeuring aan de publicatie. Het kon niet verhinderen dat de leer en de persoon van Jansenius controversieel werden binnen de Kerk en uiteindelijk als ketters veroordeeld. Zijn graf in de Sint-Maartenskerk van Ieper is enkel nog met een jaartal gemerkt.

## Theologische controverse
In zijn werk de Augustinus concludeerde Jansenius dat voor Augustinus de menselijke natuur slecht was en plaatste hij de vrije wil van de mens in het kader van de predestinatieleer. Het gaat er om dat de gelovige het krijgen van zijn zielenheil niet zelf kan afdwingen door bijvoorbeeld het stellen van goede daden. Of de gelovige zielenheil krijgt, ligt volgens de jansenisten volledig in de handen van God. Deze opvatting stond tegenover hetgeen op het Concilie van Trente was verkondigd.
Door inzet van de jezuïeten werd het boek al in 1642 veroordeeld. Desondanks bleven enige bisschoppen de stellingen in het boek verdedigen. Het Franse klooster Port-Royal-des-Champs werd zelfs enige tijd een belangrijk theologisch centrum van de jansenisten. In 1653 werden enkele jansenistische leerstellingen opnieuw veroordeeld als calvinistisch, deze keer door paus Innocentius X. De veroordeling betrof geen aanwijsbare teksten, maar een vijftal stellingen opgesteld door de jezuïeten waarvan zij beweerden dat deze in de Augustinus te vinden waren, zonder dat zij aangaven waar. De jonge jansenist Antoine Arnauld beweerde dan ook dat de stellingen, zoals de paus deze veroordeeld had, nooit zo waren geschreven. De strijd ging zo ver dat alle Franse geestelijken verplicht een afstandsverklaring van de Augustinus moesten ondertekenen. De jansenisten wilden wel tekenen, mits een clausule dat de stellingen te veroordelen waren, maar dat deze niet in de Augustinus van Jansenius gevonden konden worden. Om dit te ontkrachten verklaarde paus Alexander VII dat de stellingen precies zo veroordeeld werden zoals Jansenius deze bedoeld had. Na de dood van Alexander VII kwam er onder zijn opvolger paus Clemens IX een compromis tot stand dat de clausule toestond, waardoor de afstandsverklaring feitelijk een farce werd. Dit was echter slechts uitstel van executie voor de kloosters van Port-Royal ten zuiden van Parijs. Ondanks steun van de wis- en natuurkundige en filosoof Blaise Pascal werden de jansenisten, mede om hun anti-absolutisme, verdreven uit Frankrijk. Ze zochten hun toevlucht in de Zuidelijke Nederlanden, waar Petrus Stockmans en Zeger Bernhard van Espen belangrijke figuren waren.
In Nederland gaf de veroordeling van 1713 aanleiding tot een schisma. Oudkatholieken benadrukken nog steeds de onrechtmatigheid van de veroordeling van Jansenius' leer, die ze wijten aan veel halve informatie en foutieve interpretaties en raadgevingen. De strijd om de veroordeling van de jansenistische leerstellingen werd tot in de 18e eeuw gedragen, omdat vooral delen van het Franse episcopaat vatbaar bleken voor het jansenisme. Kerkpolitieke redenen speelden daarbij een rol.

## Publicaties
- Oratio de interioris hominis reformatione, 1628
  - Traduction d'un discours de la réformation de l'homme intérieur, 1642
  - Rede over de hernieuwing van de innerlijke mens, 2018, ISBN 9789042935181
- Alexipharmacum civibus sylvaeducensibus propinatum adversus ministrorum suorum fascinum, Leuven, 1631
  - Alexipharmacum, Dat is Teghen-gift voor de Catholijcke Borgherye der Stede s' Hertoghen-bosch teghen de verblindinghe des Woorden-dienaers aldaer, 1631
  - Deffense de la foy de l'Église catholique, contre le deffy des ministres calvinistes de Bois-le-duc, 1651
- Mars gallicus, seu De Justitia armorum et foederum regis Galliae, 1635
  - Le Mars françois, ou La guerre de France, 1637
  - Marte francés, o de la Justicia de las armas y confederaciones del rey de Francia, 1637
- Tetrateuchus, sive Commentarius in sancta Iesu Christi evangelia, Leuven, 1639 (25 uitgaven in Leuven, Paris, Rouen, Lyon en Brussel)
- Pentateuchus, sive Commentarius in quinque libros Moysis, Leuven, 1641 (vijf uitgaven)
- Augustinus: seu S. Augustini de humanae naturae sanitate, aegritudine, medicina adversus Pelagianos et Massilienses, 3 dln., Leuven, 1640
  - Il prisma della natura umana. Giansenio interprete di Agostino, 2012, ISBN 9788874702343
- Analecta in Proverbia, Ecclesiasten, Sapientiam, Habacuc, Sophoniam, 1644